# 盖伦哈佐
盖伦哈佐（匈牙利語：Gellénháza）是匈牙利佐洛州所辖的一个村，总面积5.24平方公里，总人口1598，人口密度305.0人/平方公里（2010年1月1日）。